# Вальтер Гаубенрайссер
Вальтер Гаубенрайссер (нім. Walther Haubenreißer; 5 квітня 1883, Лейпциг — 29 червня 1961, Бонн) — німецький медик, генерал-лейтенант медичної служби.

## Біографія
Учасник Першої світової війни.
В 1937-39 роках — лікар 4-ї групи армій і 10-ї армії (в 1939 році).
В 1939-41 роках — медик 6-ї армії.
В 1942-44 роках — головний лікар при Верховному головнокомандувачі Групи армій D.
В 1945 році — головний лікар при Верховному Головнокомандувачі Групи армій «Захід» і при Верховному Головнокомандувачі Групи армій «Південь».

## Нагороди[2]
- Залізний хрест 2-го і 1-го класу
- Орден Альберта (Саксонія)
  - лицарський хрест 1-го класу з мечами (6 жовтня 1915)
  - лицарський хрест 1-го класу з короною і мечами (15 листопада 1916)
- Військова медаль (Османська імперія)
- Почесний хрест ветерана війни з мечами
- Медаль «За вислугу років у Вермахті» 4-го, 3-го, 2-го і 1-го класу (25 років)
- Хрест Воєнних заслуг 2-го і 1-го класу з мечами
- Лицарський хрест Хреста Воєнних заслуг з мечами (10 квітня 1945)